# Albert Ketèlbey

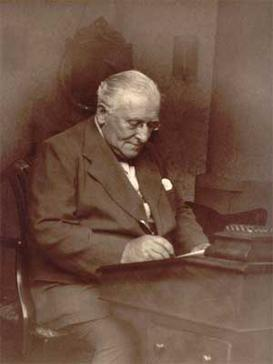
Albert Ketèlbey, um 1930

Albert William Ketèlbey [ˈɔː bət ˈwɪl jəm kəˈtelbiː] (* 9. August 1875 in Birmingham; † 26. November 1959 in Cowes, Isle of Wight) war ein  englischer Komponist und Dirigent.

## Leben
Albert Ketèlbey komponierte bereits mit elf Jahren eine Klaviersonate, die Edward Elgar lobte, und gewann mit dreizehn Jahren ein Stipendium für ein Kompositionsstudium am Trinity College of Music in London. 1891 wurde er Organist an der Kirche St. John in Wimbledon und 1897 musikalischer Leiter des Vaudeville Theatre, daneben auch Musikdirektor bei der Columbia Gramophone. Bald veröffentlichte er seine ersten Kompositionen, teilweise unter den Pseudonymen Anton Vodorinski und Raoul Clifford, und schuf Klaviereinrichtungen von Werken verschiedener Komponisten.

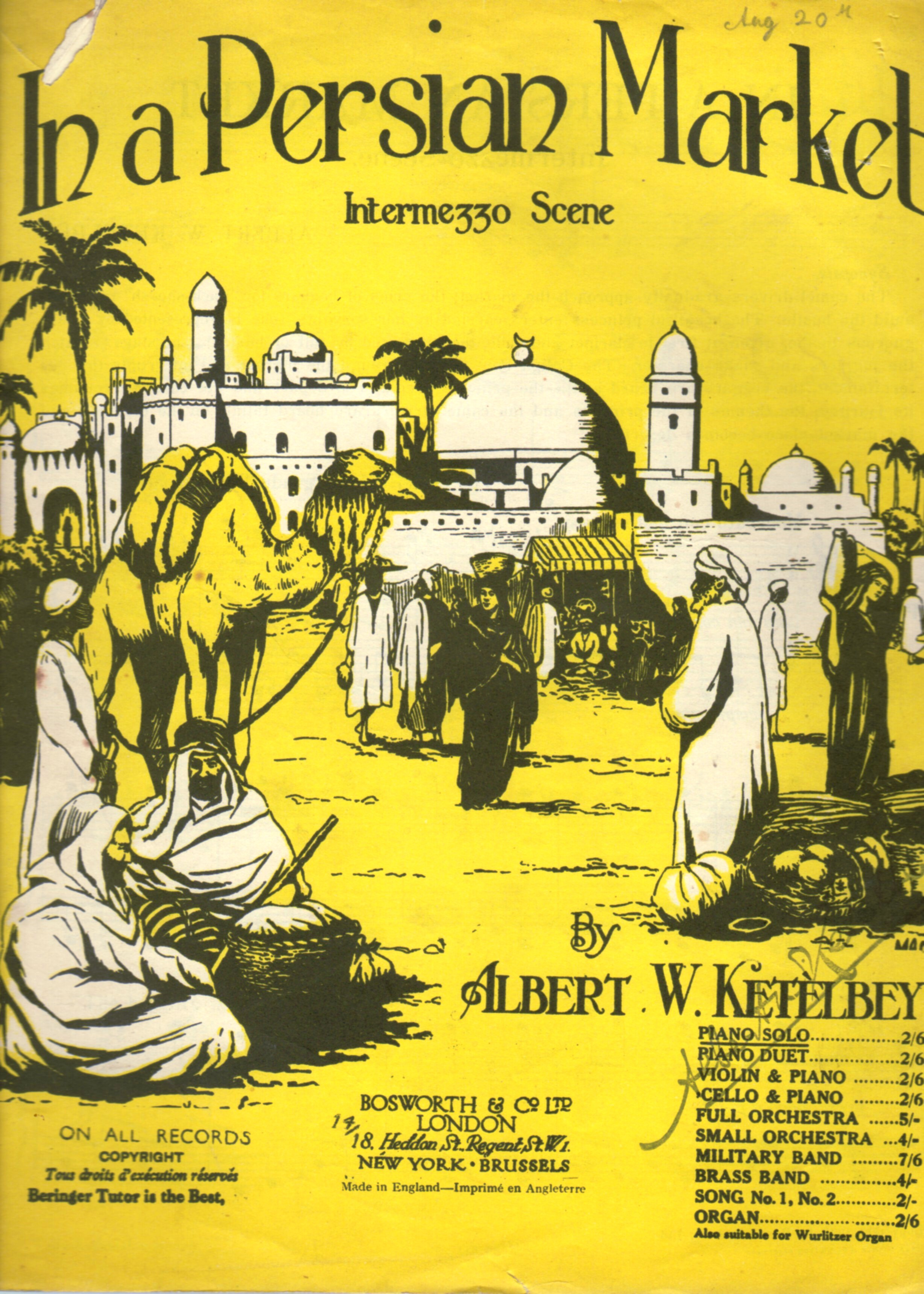
In a Persian Market. Titelblatt der Druckausgabe (1920)

Berühmt wurde Ketèlbey durch seine kurzen, sehr malerischen Orchesterstücke der „Light Music“, er komponierte jedoch auch eine große Anzahl an Begleitmusiken für Stummfilme. Als Dirigent war er in ganz Europa tätig. Der Erfolg seiner Werke ermöglichte ihm später ein angenehmes Leben im Ruhestand auf der Isle of Wight; dort frönte er neben der kompositorischen Tätigkeit seiner weiteren Leidenschaft, dem Billardspiel. Er starb auf dieser Insel im Jahre 1959.

## Werke
- Orchesterwerke
  - Bells Across the Meadows - Characteristic Intermezzo [1921]
  - By the Blue Hawaiian Waters - Tone Picture (Nr. 1: Introduction, Nr. 2: The "Hula" Dance, Nr. 3: The "Kanaka" Lover Appears, Nr. 4: The Song of the "Hula" Girl; Nr. 5: Dance of the Betrothal Ceremony) [1927]
  - Caprice Pianistique [?]
  - Chal Romano - A Gypsy Overture [1924]
  - Dance of the Merry Mascots [?]
  - In a Chinese Temple Garden - Oriental Fantasy [1923]
  - In a Lovers’ Garden - Suite (Nr. 1: A Song of Love, Nr. 2: The Golden Wedding, Nr. 3: A Garden Fete) [1925]
  - In a Monastery Garden - Characteristic Intermezzo [1915]
  - In a Persian Market - Intermezzo Scene [1920]
  - In the Moonlight - Poetic Intermezzo [1919]
  - In the Mystic Land of Egypt [1931]
  - Jungle Drums - Patrol [1926]
  - Sanctuary of the Heart - Meditation Religieuse [1924]
  - Suite Romantique (Nr. 1: Romance, Nr. 2: Scherzo, Nr. 3: Valse Dramatique) [1924]
  - The Adventures - Overture [?]
  - The Clock and the Dresden Figures - Solo for Piano & Orchestra [1930]
  - The Cockney Suite - Cameos of the London Life (Nr. 1: A State Procession, Nr. 2: The Cockney Lover, Nr. 3: At the Palais de Danse, Nr. 4: Elegy, Nr. 5: Bank Holiday) [1924]
  - The Phantom Melody [1912]
  - Wedgwood Blue - Intermezzo [1920]
  - With Honour Crowned [?]
  - 3 Fanciful Etchings (Nr. 1: A Passing Storm on a Summer Day, Nr. 2: The Ploughman Homewards Plods his Weary Way, Nr. 3: Quips & Cranks and Wanton Wiles - Scene de Ballet Russe) [1927]
  - In a Fairy Realm - Suite (Nr. 1: The Moonlit Glade, Nr. 2: The Queen-Fairy dances, Nr. 3: The Gnomes’ March) [1927]
  - In Holiday Mood - Suite (Nr. 1: On the Promenade, Nr. 2: Down the Stream, Nr. 3: The Illuminated Fête) [1938]
- Klavierstücke
  - Impromptu Nr. 1
  - Reflections
  - Mirror Dance
  - Sunset Glow
  - The Shadow of Dreams
  - Angelo d'amore
  - Rhapsodie Sérieuse
  - Légende Triste
  - Pensées Joyeuses
  - The Pilgrims
  - A Dream Picture
  - Prelude cis-Moll
  - Valse brillante
- Lieder
  - Will You forgive?

- Opern
  - The Wonder Worker (1900)

## Tonträger (CD, Auswahl)
- 1969 – The Immortal Works of Ketèlbey, 9 Orchesterwerke, The Royal Philharmonic Orchestra, Dir.: Eric Rogers, Decca 466 856-2
- 1978 – In A Monastery Garden - Music of Ketèlbey, 9 Orchesterwerke, Philharmonia Orchestra, Dir.: John Lanchbery, EMI 7 47806 2
- 1981 – Ketèlbey - In A Persian Market, 10 Orchesterwerke, London Promenade Orchestra, Dir.: Alexander Faris, Philips 400 011-2
- 1992 – Albert Ketèlbey - In A Monastery Garden, 12 Orchesterwerke, Czecho-Slovak Radio Symphony Orchestra, Dir.: Adrian Leaper, Marco Polo 8.223442
- 1997 – The World of Ketèlbey, 14 Orchesterwerke, New Symphony Orchestra of London / New Symphony Orchestra, Dir.: Robert Sharples / Stanford Robinson, Decca 452 987-2
- 1998 – The Grand Passions of Albert W. Ketèlbey, 10 Orchesterwerke, The Palm Court Theatre Orchestra, Dir.: Anthony Godwin, Chandos Records FBCD 2002
- 2001 – British Light Music - Albert Ketèlbey (1), 10 Werke, diverse Orchester, Dir.: Albert Ketèlbey, Naxos 8.110174 (historische Aufnahmen)
- 2002 – British Light Music - Albert Ketèlbey (2), 12 Werke, diverse Orchester, Dir.: Albert Ketèlbey, Naxos 8.110848 (historische Aufnahmen)
- 2003 – British Light Music - Albert Ketèlbey (3), 14 Werke, diverse Orchester, Dir.: Albert Ketèlbey, Naxos 8.110869 (historische Aufnahmen)
- 2023 - Albert Ketèlbey - Three Fanciful Etchings and other works - 12 Werke, BBC Concert Orchestra, Dir.: Martin Yates, Dutton CDLX 7407